# 에나미정
에나미정(榎並町)은 오사카부 히가시나리군에 있던 정이다. 현재의 오사카시 조토구와 미야코지마구의 일부에 해당한다.

## 역사
- 1889년 4월 1일 - 정촌제 시행에 의해 히가시나리군 에나미촌이 성립하였다.
- 1914년 10월 1일 - 정으로 승격해 에나미정이 되었다.
- 1925년 4월 1일 - 오사카시에 편입해 히가시나리구 다쓰미초, 노에초, 우치다이초, 세키메초가 되었다.
- 1932년 10월 1일 - 분구에 따라 아사히구로 전속되었다.
- 1936년 - 다쓰미초, 노에초를 노에니시노초, 노에나카노초, 노에히가시노초로 개칭되었다.
- 1943년 4월 1일 - 분구에 따라 노에니시노초, 노에나카노초, 노에히가시노초, 세키메초가 조토구에, 우치다이초가 도지마구에 각각 편입되었다.

## 교통

### 철도
- 게이한 전기철도
  - 게이한 본선

## 참고문헌
- 角川日本地名大辞典 24 三重県